# Dobiesław Nazimek
Dobiesław Nazimek (ur. 26 listopada 1945 w Rzeszowie, zm. 2025) – polski chemik, doktor habilitowany nauk chemicznych, profesor nadzwyczajny Uniwersytetu Przyrodniczego w Lublinie.

## Życiorys
Od studiów związany był z Uniwersytetem im. Marii Curie-Skłodowskiej w Lublinie, gdzie w roku 1969 uzyskał tytuł magistra chemii, stopień doktora w roku 1976, a habilitację w dziedzinie fizykochemii w roku 1989. Od roku 1993 pełnił funkcję kierownika Zakładu Chemii Środowiskowej na Wydziale Chemii UMCS, pracując na stanowisku profesora nadzwyczajnego. Następnie przeniósł się na Uniwersytet Przyrodniczy w Lublinie, gdzie został zatrudniony także jako profesor nadzwyczajny.
Jego zainteresowania naukowe obejmują katalizę heterogenną, ochronę środowiska, projektowanie reaktorów bezgradientowych i sztuczną fotosyntezę. W latach 2003–2009 wypromował 5 doktorów chemii.

## Wybrane publikacje
- Ewolucja materii, ewolucja środowiska, Wydawnictwo UMCS, Lublin 2001, ISBN 83-227-1833-0